# Saint-Pardoux (Deux-Sèvres)
Saint-Pardoux és un municipi francès situat al departament de Deux-Sèvres i a la regió de la Nova Aquitània. L'any 2007 tenia 1.465 habitants.

## Demografia

### Població
El 2007 la població de fet de Saint-Pardoux era de 1.465 persones. Hi havia 580 famílies de les quals 137 eren unipersonals (58 homes vivint sols i 79 dones vivint soles), 219 parelles sense fills, 207 parelles amb fills i 17 famílies monoparentals amb fills.
La població ha evolucionat segons el següent gràfic:
Habitants censats

### Habitatges
El 2007 hi havia 662 habitatges, 582 eren l'habitatge principal de la família, 39 eren segones residències i 41 estaven desocupats. 641 eren cases i 19 eren apartaments. Dels 582 habitatges principals, 424 estaven ocupats pels seus propietaris, 149 estaven llogats i ocupats pels llogaters i 9 estaven cedits a títol gratuït; 2 tenien una cambra, 30 en tenien dues, 92 en tenien tres, 149 en tenien quatre i 309 en tenien cinc o més. 493 habitatges disposaven pel capbaix d'una plaça de pàrquing. A 260 habitatges hi havia un automòbil i a 282 n'hi havia dos o més.

### Piràmide de població
La piràmide de població per edats i sexe el 2009 era:
| Homes | Edats   | Dones |
| ----- | ------- | ----- |
| 0     | 95 o +  | 12    |
| 12    | 90 a 94 | 8     |
| 32    | 85 a 89 | 28    |
| 4     | 80 a 84 | 12    |
| 8     | 75 a 79 | 4     |
| 56    | 70 a 74 | 52    |
| 64    | 65 a 69 | 52    |
| 24    | 60 a 64 | 20    |
| 8     | 55 a 59 | 28    |
| 40    | 50 a 54 | 16    |
| 36    | 45 a 49 | 40    |
| 84    | 40 a 44 | 48    |
| 40    | 35 a 39 | 68    |
| 44    | 30 a 34 | 36    |
| 28    | 25 a 29 | 40    |
| 16    | 20 a 24 | 32    |
| 48    | 15 a 19 | 60    |
| 52    | 10 a 14 | 48    |
| 20    | 5 a 9   | 40    |
| 36    | 0 a 4   | 28    |

## Economia
El 2007 la població en edat de treballar era de 869 persones, 695 eren actives i 174 eren inactives. De les 695 persones actives 639 estaven ocupades (357 homes i 282 dones) i 57 estaven aturades (21 homes i 36 dones). De les 174 persones inactives 71 estaven jubilades, 56 estaven estudiant i 47 estaven classificades com a «altres inactius».

### Ingressos
El 2009 a Saint-Pardoux hi havia 608 unitats fiscals que integraven 1.503,5 persones, la mediana anual d'ingressos fiscals per persona era de 15.835 €.

### Activitats econòmiques
Dels 44 establiments que hi havia el 2007, 2 eren d'empreses alimentàries, 4 d'empreses de fabricació d'altres productes industrials, 9 d'empreses de construcció, 14 d'empreses de comerç i reparació d'automòbils, 4 d'empreses de transport, 2 d'empreses d'hostatgeria i restauració, 2 d'empreses financeres, 1 d'una empresa immobiliària, 1 d'una empresa de serveis, 3 d'entitats de l'administració pública i 2 d'empreses classificades com a «altres activitats de serveis».
Dels 13 establiments de servei als particulars que hi havia el 2009, 3 eren tallers de reparació d'automòbils i de material agrícola, 4 paletes, 1 guixaire pintor, 1 lampisteria, 2 electricistes, 1 perruqueria i 1 restaurant.
L'únic establiment comercial que hi havia el 2009 era una carnisseria.
L'any 2000 a Saint-Pardoux hi havia 78 explotacions agrícoles que ocupaven un total de 2.240 hectàrees.

## Equipaments sanitaris i escolars
El 2009 hi havia 2 escoles elementals.

## Poblacions més properes
El següent diagrama mostra les poblacions més properes.